# Robert Armin

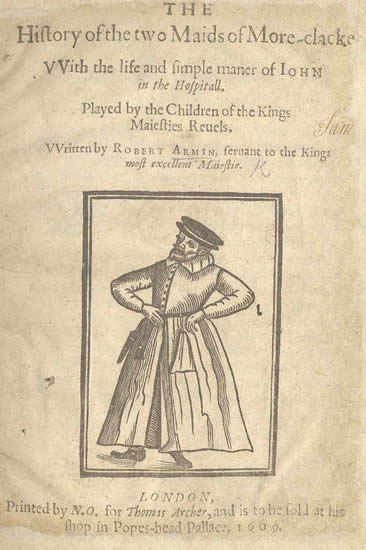
Titelseite von Armins Buch The History of the two Maids of More-Clacke von 1609; der Holzschnitt zeigt Armin auf der Bühne.

Robert Armin (* vermutl. 1563 in King’s Lynn; † 1615 in London) war ein englischer Komödiant und Mitglied der  Lord Chamberlain’s Men. Er wurde zum führenden Schauspieler der Truppe, welche mit William Shakespeare in Verbindung gebracht wird, und ersetzte den Weggang von William Kempe im Jahr 1600. Als Komödienautor schrieb er The History of the Two Maids of More-clacke, Foole upon Foole, A Nest of Ninnies (1608) und The Italian Taylor and his Boy.
Armins Verdienst war es, die Rolle des Clowns oder mittelalterlichen Narren vom tölpelhaften Diener hin zu einem Komödianten mit geistreichem Witz zu wandeln.

## Werdung
„... the clown is wise because he plays the fool for money, while others have to pay for the same privilege.“ (Der Clown ist klug, weil er den Dummen für Geld spielt, während andere für dasselbe Privileg zahlen müssen.)  – Leslie Hotson in Shakespeare’s Motley.
Armin war eines von drei Kindern von John Armyn II. aus King’s Lynn, einem namhaften Schneider und Freund John Lonysons, einem Goldschmied aus demselben Ort. Sein Bruder John Armyn III. wurde ein Kleiderhändler in London. Robert folgte seinem Vater jedoch nicht in den Beruf und erlernte stattdessen 1581 das Handwerk seines Freundes Lonyson in der Londoner Gilde der Goldschmiede („Worshipful Company of Goldsmiths“). Lonyson war der Vorarbeiter der Royal Mint (Königliche Münze) im Tower of London, eine Stellung mit großer Verantwortung. Der Ausbildungsplatz brachte Armin in ein Leben und gesellschaftliche Kreise, welche er als einfacher Schneider aus Norfolk nie zu Gesicht bekommen hätte. Lonyson starb 1582 und Armins Lehrherr wurde ein anderer. Einer Erzählung nach, welche in dem Buch Tarlton’s Jests festgehalten ist, wurde der berühmte Komiker und Lieblingsclown der Königin Richard Tarlton auf ihn aufmerksam. Armin wurde beauftragt Geld von einem Pensionsgast in Tarltons Gasthof einzutreiben. Enttäuscht über die Weigerung desselben das Geld zu zahlen schrieb Armin einige Kreideverse an die Wand; Tarlton bemerkte dies und ergänzte die Zeilen geistreich, in dem er auch zum Ausdruck brachte Armin zu seinem Lehrling zu machen. Auch wenn diese Anekdote nicht belegt ist, hatte Armin bereits vor Abschluss seiner Goldschmiedeausbildung im Jahr 1592 einen literarischen Ruf. 1590 findet sich sein Name in einem Vorwort eines religiösen Traktats A Brief Resolution of the Right Religion. Zwei Jahre später wurde er von  Thomas Nashe (in Strange News) und Gabriel Harvey (in Pierce's Supererogation) als Schreiber von Balladen erwähnt. Von keiner seiner Arbeiten ist jedoch bekannt, dass sie erhalten geblieben sind.

## Die Chandos Company
Irgendwann in den 1590er Jahren wurde Armin Mitglied einer Schauspieltruppe („Chandos’s Men“) unter dem Patronat William Brydges, 4. Baron Chandos. Mit dieser Truppe, über die wenig bekannt ist, soll Armin von den westlichen Midlands nach East Anglia getourt sein. Die Art, wie er in den Ensemble wirkte lässt sich anhand seiner Rollen in seiner Schrift The History of the Two Maids of More-clacke einschätzen. Das Vorwort des Buches von 1609 zeigt, dass er Blue John darstellte, ein Clown im Stile von Tarlton und William Kempe; Er scheint auch intensiv in der Rolle des Tutch aufgegangen zu sein, einem witzigen Tollpatsch, wie er ihn auch später in London spielte.
Über die Zeit Armins mit den Chandos’s Men sind nur wenige genaue Informationen überliefert. Eine Widmung von 1604 an Brydges Witwe lässt eine persönliche Bekanntschaft zur Familie Brydges vermuten; eine Erwähnung in einem anderen Werk besagt, dass Armin, ähnlich wie Kempe, eine Zeit als Solokünstler arbeitete. Das Paar Bücher, die Armin um die Jahrhundertwende veröffentlichte, zeigt einen Künstler, der sich seinem Handwerk verschrieben hat. Fool Upon Fool (1600 und 1605; neu aufgelegt 1608 als A Nest of Ninnies), bietet den Witz von verschiedenen echten Wirrköpfen, die Armin persönlich kannte. Im selben Jahr veröffentlichte er Quips upon Questions, eine Sammlung von scheinbar improvisierten Dialogen mit seiner Handfigur (Marotte), welche er Signor Truncheon nannte. Darin demonstriert er seinen Stil; Anstatt sich mit dem Publikum zu unterhalten, wie es Tarlton tat und in einen Austausch von Witzen („battle of wits“) einzutreten, scherzte er mit verschiedenen fiktiven Personen, improvisierte Lieder oder gab einen Kommentar zu einer Person oder einem Ereignis ab. Armin berichtete in diesem Werk ferner, dass er entweder am Dienstag, dem 25. Dezember 1599 oder am Dienstag, dem 1. Januar 1600, nach Hackney reisen werde, um auf seinen „recht ehrenwerten guten Herrn“ zu warten. Hierbei handelte es sich möglicherweise um Baron Chandos, der Edward la Zouche, 11. Baron Zouche über die Feiertage besucht hat oder wahrscheinlicher Edward de Vere, 17. Earl of Oxford, der in Hackney lebte.
Die ersten Ausgaben dieser zwei Bücher wurden einem „Clonnico de Curtanio Snuffe“ zugeschrieben – das entspricht „Clown des Curtain Theatres“ und seinem Künstlernamen „Snuff(e)“. Die Ausgabe von 1605 nennt denselben Autor, ändert jedoch das „Curtain“ in „Mundo“, womit das Globe Theatre gemeint war; erst 1608 wurde er mit seinem richtigen Namen genannt, obwohl die früheren Namen ausgereicht hätten, um ihn für Londoner zu identifizieren.
Ein anderes Werk von ungewissem Datum (es wurde 1609 veröffentlicht) ist The Italian Tailor and his Boy. Eine Übersetzung einer Geschichte von Giovanni Francesco Straparola, die ein wenig seines Familienhintergrundes widerspiegeln könnte. Er war der Sohn eines Schneiders und sah Parallelen zu dem Lehrling des italienischen Schneiders. Der im Stück erwähnte Rubinring erinnert an den Goldschmiedelehrling, der er war.
James Nielson fand eine Referenz auf Kempe in einem zeitgenössischen Pamphlet „A Pill to Purge Melancholy“ (1599) in folgender Zeile: „... that Collericke Pill of hers will easely be digested with one pleasant conceit or other of Monsier de Kempe on Monday next at the Globe.“ Diese Arbeit kann nicht den Bau des Globe Theatres vorweggenommen haben oder Kempes Weggang, bzw. Armins Eintritt in die Chamberlain’s Men. Chris Sutcliffe (1996) und Bart van Es (2013) weisen das Werk Armin zu.

## Lord Chamberlain’s Men
Der Zeitpunkt, zu dem Armin zu den Chamberlain’s Men wechselte, ist ebenso rätselhaft wie sein Anlass. Allgemein angenommen wird, dass es mit Kempes Abgang zusammenhängt; Die Gründe für Kempes Ausscheiden sind jedoch nicht klar. Die traditionelle Ansicht, dass die Theatertruppe generell oder Shakespeare im Besonderen begann Kempes altmodischer Clowndarstellung müde zu werden, ist immer noch verbreitet, auch wenn der Beleg für diese Ansicht hauptsächlich in der Beschaffenheit der komischen Rollen besteht, die Shakespeare nach 1600 verfasste.
Armin spielte ab August 1600 auf der Bühne des Globe. Der Theaterwissenschaftler David Wiles (Universität Exeter) vermute, dass Armin sich den Chamberlain’s Men bereits 1599 anschloss, aber als Solokünstler weiterhin am Curtain Theatre spielte; auch kann er zusammen mit Kempe am Curtain gespielt haben.
Armin wird gemeinhin mit den „lizenzierten Narren“ im Repertoire der Chamberlain’s und King’s Men im Verbindung gebracht: Den Touchstone (Probstein) in Wie es euch gefällt, den Feste in Was ihr wollt, den Narren in König Lear, den Lavatch in Ende gut, alles gut und womöglich auch den Thersites in Troilus und Cressida, den Porter in Macbeth, den Narren in Timon von Athen und den lustigen Taschendieb und Balladensänger Autolycus in Das Wintermärchen. Von diesen acht ist Touchstone der Narr, über den die größte Diskussion entbrannte. Harold Bloom beschreibt ihn als „widerlich bösartig“ („rancidly vicious“) und  schreibt, dass „diese intensivere Ranzigkeit als Prüfstein [englisch: Touchstone] fungiert, um das wahre Gold von Rosalinds Geist zu beweisen“. Der Autor John Palmer (1885–1944) widerspricht und schreibt, dass „er entweder ein wahrer Zyniker sein muss oder einer, der seinen Zynismus variabel einsetzt, um einen grundlegend genialen Geist zu verbergen“. Wie Palmer weiter ausführt, gehört ein wahrer Zyniker offensichtlich nicht in den Ardener Wald, daher muss der Clown „im Herzen ein durch und durch guter Kerl sein“. Touchstone/Probstein zeigt das Antlitz eines missmutigen Zynikers und ist somit ein Beweis für Rosalinds gescheiten Witz. Wenn sie sowohl Jaques als auch Touchstone gegenübersteht, deckt sie ihre Albernheit auf und verhindert, dass die Narren den Wald von Arden schlimmer machen, als er wirklich ist.
Feste wurde mit Sicherheit Armin auf den Leib geschrieben, da er Gelehrter, Sänger und Komiker war. Festes Ziel ist es, die Dummheit seiner Umgebung aufzudecken. Lears Narr unterscheidet sich hingegen sowohl von Touchstone/Probstein und Feste als auch von anderen Clowns seiner Zeit. Touchstone/Probstein und Feste sind philosophische Clowns; Lears Narr ist ein echter Dummkopf, den Armin studierte und schriftlich festhielt. Hier konnte Armin seine Studien auch zeigen. Der Narr spricht prophetische Zeilen, welche von Lear jedoch ignoriert wurden, als dieser dann vollständig aus dem Stück abging. Lears Dummkopf ist kaum zu Unterhaltungszwecken da; vielmehr ist er anwesend, um die Handlung voranzutreiben, dem König die Treue zu halten und vielleicht seinen Wirrkopf zu ordnen.
Obwohl Armin normalerweise diese intelligenten Clownrollen spielte, wurde von einigen Wissenschaftlern die Theorie ins Leben gerufen, dass er erst die Rolle von Jago in das Stück Othello brachte hat, mit der Begründung, dass Jago zwei Trinklieder singt. Denn die meisten Trinklieder in den Shakespeares-Stücken von 1600 bis 1610 wurden von Armins Figuren gesungen und dass Othello das einzige Stück zwischen „Wie es euch gefällt“ und „Timon von Athen“ war, das für Armin keinen Narren oder Clown zur Darstellung bereit hielt.
In Werken außerhalb Shakespeares spielte er vermutlich den Pasarello in „The Malcontent“ (von John Marston, 1603); in der Tat könnte Marston den Part eigens für ihn hinzugefügt haben, als das Stück von den King’s Men produziert wurde.
Armin erscheint in der Besetzungsliste für Ben Jonsons Stück „The Alchemist“ von 1610; er könnte darin den Tabakhändler Abel Drugger dargestellt haben. Er wird auch in der Rolle des Clowns in George Wilkins’ „The Miseries of Enforced Marriage“ vermutet.
Er ist aber nicht in der Besetzungsliste für Jonsons Stück „Catiline“ (1611) aufgeführt und weitere Belege deuten darauf hin, dass er 1609 oder 1610 in den Ruhestand ging. Im Vorwort von Two Maids vertraut Armin dem Leser an: „Ich hätte den John selber wieder gespielt, aber tempora mutantur in illis und ich kann nicht, wie ich wollte.“. Robert Armin starb und wurde im November 1615 beigesetzt.
In London wohnte er im Pfarrbezirk von St Botolph’s Aldgate; ausweislich der dortigen Aufzeichnungen starben drei seiner Nachkommen vor Erreichen des Kindesalters. Sein Schauspielkollege bei den King’s Man, Augustine Phillips († 1605), hinterließ ihm, dem „Fellow“, 20 Schillinge; John Davies of Hereford schrieb Armin  ein lobpreisendes Epigramm. Seine Beerdigung ist im Kirchbuch am 30. November 1615 verzeichnet.

## Eine neue Art Narr
Armin könnte eine Schlüsselrolle in der Entwicklung der Narrenfigur in den Stücken Shakespeares gespielt haben. Der Literaturhistoriker Leslie Hotson schreibt: „Wenn es einen atmenden Spieler gab, der  mit Shakespeare die Schatten und unbeständigen Blitze des Grenzgebietes zum Wahnsinn erforschen konnte, dann war das Armin.“
Robert Armin erforschte jeden Aspekt des Clowns, von dem „natürlichen Idioten“ (also geistig eingeschränkten Menschen) bis zu dem  gewitzten, philosophischen Narren. In seinen Studien, Schriften und Darstellungen verschob Armin die Darstellung des Narren vom bauernhaften Tölpel hin zu einer ausgebildeten, vielschichtigen Person. Seine Figuren – diejenigen, die er entwarf und die die er darstellte – weisen in absurder Weise auf die Absurdität dessen hin, was sonst als normal bezeichnet wird. Anstatt einen Bürger in komischer Weise nachzuahmen, schuf er einen neuen Narren, einen hochkomischen Narren, für den Weisheit Witz und Witz Weisheit ist.
Als Robert Armin den Platz von William Kempe in den Chamberlain’s Men einnahm, wurde es als „Zähmung eines Clowns“ betrachtet. Armins neuer Comedy-Stil brachte nun den „weltgewandten Clown“ auf die Bühne. Dies bewog Shakespeare die Figur des Feste in sein Stück Was ihr wollt einzubauen. Eine philosophische, soziale Unruhe stiftende Figur. Feste hat einen Platz überall, gehört aber nirgendwo hin.

"That fool of Shakespeare's, the actor Robert Armin, became so popular that finally Shakespeare wrote him out of Henry IV. In a book called A Nest of Ninnies, Armin wrote about the difference between a fool artificial and a fool natural. And the way Armin defines the two is important: the character Jack Oates is a true fool natural. He never stops being a fool to save himself; he never tries to do anything but anger his master, Sir William. A fool artificial is always trying to please; he’s a lackey."

„„Dieser Narr von Shakespeare, der Schauspieler Robert Armin, wurde so populär, dass Shakespeare ihn schließlich aus Henry IV herausschrieb. In einem Buch namens A Nest of Ninnies schrieb Armin über den Unterschied zwischen einem unechten [artificial] Narren und einem natürlichen Dummkopf. Und die Art und Weise, wie Armin die beiden definiert, ist wichtig: Der [dort beschriebene] Charakter Jack Oates ist ein wahrer Dummkopf. Er hört nie auf, ein Dummkopf zu sein, um sich selbst zu retten; er versucht niemals seinen Herrn Sir william zu ärgern. Der unechte Narr versucht zu gefallen; er ist ein Lakai.““

## Moderne Bezugnahmen
- Robert Armin ist ein wichtiger Charakter in dem 1998 erschienenen Roman „The Shakespeare Stealer“ des US-amerikanischen Autors Gary Blackwood.
- In dem 1991 erschienenen Roman „Tam Lin“ (Pamela Dean) ist Robert „Robin“ Armin ein Student der Theaterwissenschaften in den 1970er Jahren an einer kleinen Universität der mittleren USA, welcher ein erstaunlich detailliertes Wissen über William Shakespeares Leben und Arbeit besitzt.